# JR東日本107系電車
107系電車（107けいでんしゃ）は、1988年（昭和63年）から1991年（平成3年）にかけて製造された、東日本旅客鉄道（JR東日本）の直流通勤形電車。
1988年から2017年にかけて主に日光線や両毛線など北関東の直流電化路線で運用されていた。2017年の定期運行終了後は一部編成が上信電鉄に譲渡され、上信電鉄700形電車として運用されている。本項では700形電車についても説明する。

## 概要
1980年代後半の日光線・両毛線など北関東支線区の普通列車には、急行列車の廃止で余剰となった165系急行形電車が多数転用されていた。しかし以下に示す問題点が発生していた。
- 新製から20年以上を経たことによる陳腐化と老朽化。
- ボックスシート、デッキ付き片側2扉の車体構造が朝夕のラッシュ輸送に向かず、乗降の手間取りが遅延を発生させる原因になっていた。
- 最低組成編成が3両であるため、日中閑散時には輸送力過剰となっていた。

非効率な状況を打破するため、国鉄分割民営化によって発足してまもないJR東日本に望まれたのは、時間帯ごとの需要に柔軟に対応できる車両の開発であった。
以上の経緯から誕生したのが クモハ107形 (Mc) + クハ106形 (Tc') から構成される本系列で、以下の特徴を持つ。
- 2両編成を基本とすることで2両・4両・6両と需要に応じて輸送力の調整が可能。
- 製造コスト削減を図るため、165系の廃車発生品となる主電動機・台車・補助電源装置（電動発電機）・ブレーキ制御装置・空気圧縮機・冷房装置などの主要機器を再用した。
- 車体製造技術の維持向上を兼ね、自社の大宮・大井・大船・長野・郡山の各工場[注釈 1]、ならびに新津車両所で製造された[3]。
- 投入線区事情で仕様が異なる番台区分を実施。

なお、履歴簿上は165系からの改造ではなく新造扱いで、車籍上のつながりはない。

### 車体
設計はJR東日本東京圏運行本部車両部検修課に設置された「107系電車社内新造プロジェクトチーム」と東急車輌製造が担当した。
JR東日本として社内新造は初めてのことで、材料からの製造は困難であることから、製造当初はいずれも加工済みの妻構体と長手方向（レール方向）に3分割した側構体・屋根構体・台枠を東急車輌製造から購入し、自社工場で組み立てを行うノックダウン生産を実施した。
これは1989（平成元）年度までに製造された0番台全編成と100番台115編成までで、1990年（平成2年）度製造の100番台116 - 119編成はさらなるコストダウンと技術力向上のため、構体部分から部内製作を行った。

## 構造
車体形状は、日本国有鉄道（国鉄）が1981年（昭和56年）に新製した105系新製車に準じており、20 m 級普通鋼製車体に半自動式の両開き扉を片側3か所に設置した。ただしドア位置については将来のワンマン運転を考慮し、特に運転台側の客用扉を119系同様105系に比べてやや車端部に寄せている。
前面は105系に類似した切妻の貫通形で、105系と比較すると前照灯・尾灯の配置が垂直方向から水平方向に変わる。排障器（スカート）は新製時から装着されており、電気連結器部分を避けるかたちで左右に分割した形状となった。

### 車内
客室側窓は下降式1枚窓を扉間に2枚と戸袋窓を設置するが、1989年（平成元年）製の100番台2次車からは戸袋窓を廃したうえで下降窓3枚とし、後に新製された719系に類似した窓割りとなった。
座席は、ラッシュ時における混雑緩和のためクハ106形のトイレに対向する部分を除いて全席ロングシートとしたが、長時間乗車を考慮して座面奥行きを確保したうえで深い位置で自然に座れる「ブリッジシート」と称する形状である。1人分の区画を明確化し、座席の定員乗車を促す副次的効果ももつ。
冷房装置はクモハ107形にAU79A形集中式1基、クハ106形に165系廃車発生品であるAU13E形分散式6基を搭載する。このため両形式では天井構造が異なり冷風吹出口も、クモハ107形は平天井ラインフロー、クハ106形は装置個別直接式を採用する。

### 主要機器
119系に準じた1M方式を採用。主制御器は勾配区間での運用に対応するため、力行・抑速時ともノッチ戻し制御可能で抵抗・弱め界磁制御方式のCS54B形を搭載。
ブレーキは抑速・発電ブレーキ併用応荷重装置付きSELD電磁直通ブレーキで、165系からの発生品に応荷重装置を付加して再用した。
走行機器も165系からの再用品で、台車はクモハ107形はDT32形もしくはDT32B型、クハ106形はTR69B形を装着。DT32形では車体重量の増加に伴って軸バネを新設計のものに交換した。運転台側台車前位には雪かき器（スノープラウ）を装備する。主電動機は定格出力120 kWのMT54B形もしくはMT54D形4基を永久直列接続とし、普通列車運用での加減速頻度向上に対応するため歯車比を165系の1:4.21から1:5.60に変更して起動加速度を向上させた（本系列では1.7 km/h/s）。
パンタグラフは国鉄形電車の標準形式であるPS16形をクモハ107形に搭載する。
補助電源装置はクモハ107形に165系から再用品の容量110 kVAの電動発電機（MG）を搭載する一方で、空気圧縮機（CP）はクハ106形に搭載する。
分割・併合時の作業簡略化のため電気連結器を装備するが、KE76形ジャンパ連結器3基も装備するため、上述する制御方式も含めて115系や165系などとも併結が可能。

## 番台別概説

### 0番台
1988年（昭和63年）5月から10月にかけて大宮・大井・大船の各工場ならびに新津車両所で製造された日光線165系置換用2両編成8本計16両のグループ。小山電車区（現：小山車両センター）に配置された。クモハの定員は134人、クハの定員は130人。
勾配区間での空転対策としてクモハ107形の正面下部左右に砂箱と台車に砂撒き装置を装備するほか、寒冷地での運用も考慮され、冬期架線霜取用パンタグラフを4 - 8は新製時から装備し、1 - 3にも1998年（平成10年）に追加装備した。
- 4 - 8の霜取パンタグラフは集電機能も持つが、改造で追加搭載された1 - 3は集電機能を持たない。外観上パンタグラフ間の引き通し線などの相違がある。

異常気象発生などの運転速度制限が行われた際に機器類過熱による破損を防止する観点から、15 km/h 運転用スイッチを搭載する。
当初の車体塗装は、本系列の運用される栃木県などから公募によって決定したもので、655通の応募があり、最終的に当時 日光市に住む学生の作品が選ばれた。塗装はクリーム10号を地色とし緑14号で日光線の頭文字「N」をあしらい、前位寄り雨樋下にワンポイントとして「日光東照宮」や「神橋」などをイメージした赤1号を配した。
| 2008年3月以降ステッカー貼り付け後  |  | 連結部ステッカー |  | 2009年の塗装変更後 |
| 2008年3月以降 ステッカー貼り付け後 |  | 連結部ステッカー |  | 2009年の塗装変更後 |

2008年（平成20年）3月から車体にステッカーの貼付が行われ、2009年（平成21年）3月からは以下の塗色変更がN2編成から実施され、2010年（平成22年）1月17日をもって全編成の塗色変更が完了した。
- 車体上半部をアイボリー、下半部をクラシックルビーブラウン、境界を金色帯とする。
- 車両前面貫通扉に中央部に「Nikko Line」の文字、上部に日光駅、下部に編成毎に異なる日光の象徴を模したステッカーを掲出[8]。
- 車両側面にはヘッドマークと同じデザインの日光駅舎、日光の象徴を模したエンブレムを配する[8]。
- 各編成毎に異なるデザインマークの内容は以下の製造分類を参照。

| 車両番号 | 製造日     | 製造工場 | 新製配置 | 編成番号 | 霜取パンタ        | デザインマーク       | 除籍日     | 処遇 |
| 1        | 1988.05.19 | 大船     | 小山     | N1       | 1998年装着 非通電 | ニッコウキスゲ       | 2013.06.05 | 解体 |
| 2        | 1988.05.21 | 大宮     | 小山     | N2       | 1998年装着 非通電 | 神橋                 | 2013.06.05 | 解体 |
| 3        | 1988.07.01 | 大井     | 小山     | N3       | 1998年装着 非通電 | 日光街道             | 2013.06.29 | 解体 |
| 4        | 1988.08.16 | 大船     | 小山     | N4       | 新製時装着 通電   | 男体山と中禅寺湖     | 2013.06.05 | 解体 |
| 5        | 1988.08.20 | 大宮     | 小山     | N5       | 新製時装着 通電   | 華厳の滝             | 2013.06.29 | 解体 |
| 6        | 1988.09.19 | 大井     | 小山     | N6       | 新製時装着 通電   | いろは坂             | 2013.06.29 | 解体 |
| 7        | 1988.10.27 | 新津     | 小山     | N7       | 新製時装着 通電   | 眠り猫（日光東照宮） | 2013.06.29 | 解体 |
| 8        | 1988.09.30 | 大船     | 小山     | N8       | 新製時装着 通電   | 三猿（日光東照宮）   | 2013.06.05 | 解体 |

### 100番台
0番台製造後の1988年（昭和63年）11月から製造開始された高崎支社管内地域輸送用の2両編成19本計38両のグループ。0番台に加え後述する2次車からは長野・郡山の両工場も製造を行った。新前橋電車区（現：高崎車両センター）に配置された。
| 1次車 クモハ107-102 |  | 2次車 クモハ107-113 |
| 1次車 クモハ107-102 |  | 2次車 クモハ107-113 |

車体塗色はクリーム10号に緑14号とピンクの帯を窓下に通したもので「サンドイッチ列車」という愛称があった。
1988年（昭和63年） - 1989年（平成元年）上期製造の1次車（101 - 105）と1989年（平成元年）下期 - 1991年（平成3年）製造の2次車（106 - 119）では外観上の設計変更が行われ、後者では戸袋窓の廃止と窓割が変更されたほか、新製時からATS-Pも搭載する。
0番台との相違点は、砂撒装置・霜取パンタグラフは未搭載とした上で耐雪ブレーキを装備するほか、信越本線横川 - 軽井沢間の碓氷峠でEF63形による牽引・推進運転に対応する横軽対策を施工。識別のため側面形式標記直前に40 mm径の丸印（Gマーク：「●」）が標記された。0番台との併結運転も可能。
- 横軽対策実施の電車では安全上の配慮から、原則として重量の大きい電動車が麓側（横川方）に編成組成されるが、本系列ではクモハ107形が山側（軽井沢方）を向いた組成となった。

| 車両番号 | 製造日     | 製造工場 | 新製配置 | 編成番号 | 車体形態 | 備考                                                  | 除籍日     | 処遇                       |
| 101      | 1988.11.30 | 大船     | 新前橋   | R1       | 1次車    | 新前橋電車区→高崎車両センター（組織変更は2005.12.10） | 2017.11.01 | 解体                       |
| 102      | 1988.12.01 | 大宮     | 新前橋   | R2       | 1次車    | 新前橋電車区→高崎車両センター（組織変更は2005.12.10） | 2016.07.14 | 解体                       |
| 103      | 1989.02.01 | 大井     | 新前橋   | R3       | 1次車    | 新前橋電車区→高崎車両センター（組織変更は2005.12.10） | 2017.04.21 | 解体                       |
| 104      | 1989.02.28 | 大宮     | 新前橋   | R4       | 1次車    | 新前橋電車区→高崎車両センター（組織変更は2005.12.10） | 2017.04.21 | 解体                       |
| 105      | 1989.03.23 | 新津     | 新前橋   | R5       | 1次車    | 新前橋電車区→高崎車両センター（組織変更は2005.12.10） | 2017.04.21 | 解体                       |
| 106      | 1989.09.11 | 大宮     | 新前橋   | R6       | 2次車    | 新前橋電車区→高崎車両センター（組織変更は2005.12.10） | 2017.06.24 | 解体                       |
| 107      | 1989.09.30 | 大井     | 新前橋   | R7       | 2次車    | 新前橋電車区→高崎車両センター（組織変更は2005.12.10） | 2017.10.03 | 上信電鉄へ譲渡             |
| 108      | 1989.10.20 | 新津     | 新前橋   | R8       | 2次車    | 新前橋電車区→高崎車両センター（組織変更は2005.12.10） | 2017.10.03 | 上信電鉄へ譲渡（部品取り） |
| 109      | 1989.10.20 | 長野     | 新前橋   | R9       | 2次車    | 新前橋電車区→高崎車両センター（組織変更は2005.12.10） | 2017.04.21 | 解体                       |
| 110      | 1989.11.20 | 大宮     | 新前橋   | R10      | 2次車    | 新前橋電車区→高崎車両センター（組織変更は2005.12.10） | 2017.06.24 | 解体                       |
| 111      | 1989.12.27 | 大船     | 新前橋   | R11      | 2次車    | 新前橋電車区→高崎車両センター（組織変更は2005.12.10） | 2017.06.24 | 解体                       |
| 112      | 1990.02.28 | 大宮     | 新前橋   | R12      | 2次車    | 新前橋電車区→高崎車両センター（組織変更は2005.12.10） | 2016.07.14 | 解体                       |
| 113      | 1990.02.23 | 大井     | 新前橋   | R13      | 2次車    | 新前橋電車区→高崎車両センター（組織変更は2005.12.10） | 2017.08.23 | 上信電鉄へ譲渡             |
| 114      | 1990.03.29 | 大船     | 新前橋   | R14      | 2次車    | 新前橋電車区→高崎車両センター（組織変更は2005.12.10） | 2017.08.23 | 上信電鉄へ譲渡             |
| 115      | 1990.03.06 | 郡山     | 新前橋   | R15      | 2次車    | 新前橋電車区→高崎車両センター（組織変更は2005.12.10） | 2017.10.12 | 上信電鉄へ譲渡             |
| 116      | 1990.09.10 | 大宮     | 新前橋   | R16      | 2次車    | 新前橋電車区→高崎車両センター（組織変更は2005.12.10） | 2017.10.12 | 上信電鉄へ譲渡             |
| 117      | 1990.11.12 | 大井     | 新前橋   | R17      | 2次車    | 新前橋電車区→高崎車両センター（組織変更は2005.12.10） | 2017.06.24 | 解体                       |
| 118      | 1990.12.26 | 新津     | 新前橋   | R18      | 2次車    | 新前橋電車区→高崎車両センター（組織変更は2005.12.10） | 2016.07.14 | 解体                       |
| 119      | 1991.02.27 | 大宮     | 新前橋   | R19      | 2次車    | 新前橋電車区→高崎車両センター（組織変更は2005.12.10） | 2016.07.14 | 解体                       |

## 運用

### 日光線
小山車両センター配置の0番台N1 - N8編成が以下の区間で運用された。
- 日光線（全線）
- 東北本線（宇都宮線）（小金井 - 宇都宮）※過去には黒磯までの運用が存在した。

2013年（平成25年）3月16日に実施されたダイヤ改正で205系600番台に置き換えられ定期運用を終了。同年6月に全車が廃車され、番台区分消滅となった。

### 高崎地区
高崎車両センター配置の100番台R1 - R19編成が以下の区間で運用された。
- 両毛線（全線）
- 上越線（高崎 - 水上）
- 吾妻線（全線）
- 信越本線（高崎 - 横川）

車両需給の関係から相互の貸出も行われ、定期検査・修理などで不足した0番台の代走として100番台が日光線で運用されたことがあった。また両毛線から宇都宮線・小山 - 黒磯間に乗り入れる1往復に充当された時期もあった。
2016年（平成28年）より211系による置き換えが開始され、上越線乗り入れ区間を除く両毛線以外からは定期運用を終了し同年7月14日に4本8両が、2017年（平成29年）には4月21日・6月24日に各4本8両・合計16両が廃車。8月23日には2本4両が後述する上信電鉄へ先行して譲渡。残った5本10両も同年9月をもってJR東日本での定期運用を終了。その後10月1日・7日に100番台が運用されていた4線にそれぞれ乗り入れる団体専用列車を最後に運用を終了した。10月中に4本8両が上信電鉄に譲渡され、譲渡されなかったR1編成は11月1日付で廃車となり、番台区分及び形式が消滅した。

## 譲渡車

### 上信電鉄
100番台のうち2次車グループのR7・R8・R13 - R16の6編成12両は上信電鉄に有償譲渡された。2018年10月には、そのうち1編成の転用改造が進められている様子が公開され、2019年3月10日から700形として上信線（高崎 - 下仁田間）で運行を開始した。2020年2月までに5編成が編成毎に違う車体色で就役している。R8編成は部品取り車となっており、未改造のまま高崎駅構内に留置されている。
上信線では2両編成のワンマン運転として運行されるため、先頭車の運転台にワンマン運転用に客室扉の開閉スイッチを取り付け、助士席側の運行番号表示器が取り付けられていた位置にワンマン表示の設置、車内は運転室側に両替機能付きの運賃箱と乗車整理券発行機、天井の運転室側と中程に枕木方向にLCD車内案内表示器の設置がなされた。同時に座席や化粧板も全面的に更新されて、バリアフリーに対応したスペースも設置された。

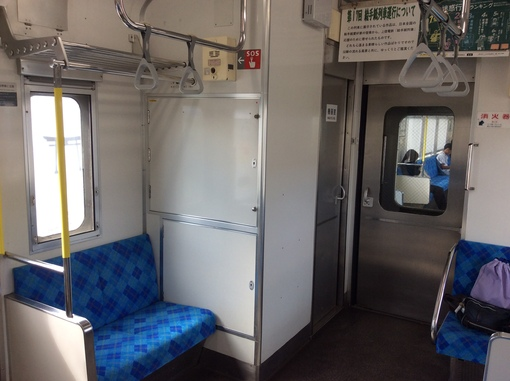
封鎖され機器室となったトイレ部分

外見上の変化は、営業時に連結運転をしないことからわたり板・ほろを撤去、前面スカートの開口部を封じた他、転落防止幌を装備し、上信電鉄仕様の無線アンテナと密着自動連結器に変更するなど細部が中心。第2編成からは屋根上の信号炎管、第3編成からはベンチレーターの撤去も実施した。トイレについては窓はそのまま残されているものの、自社で汚物処理ができないことから汚物処理タンクなどの設備を撤去して「機器室」とし、営業運転時は閉鎖されている。
走行装置は107系時代のままで、制御装置のVVVF化は行われていない。
各編成の外観

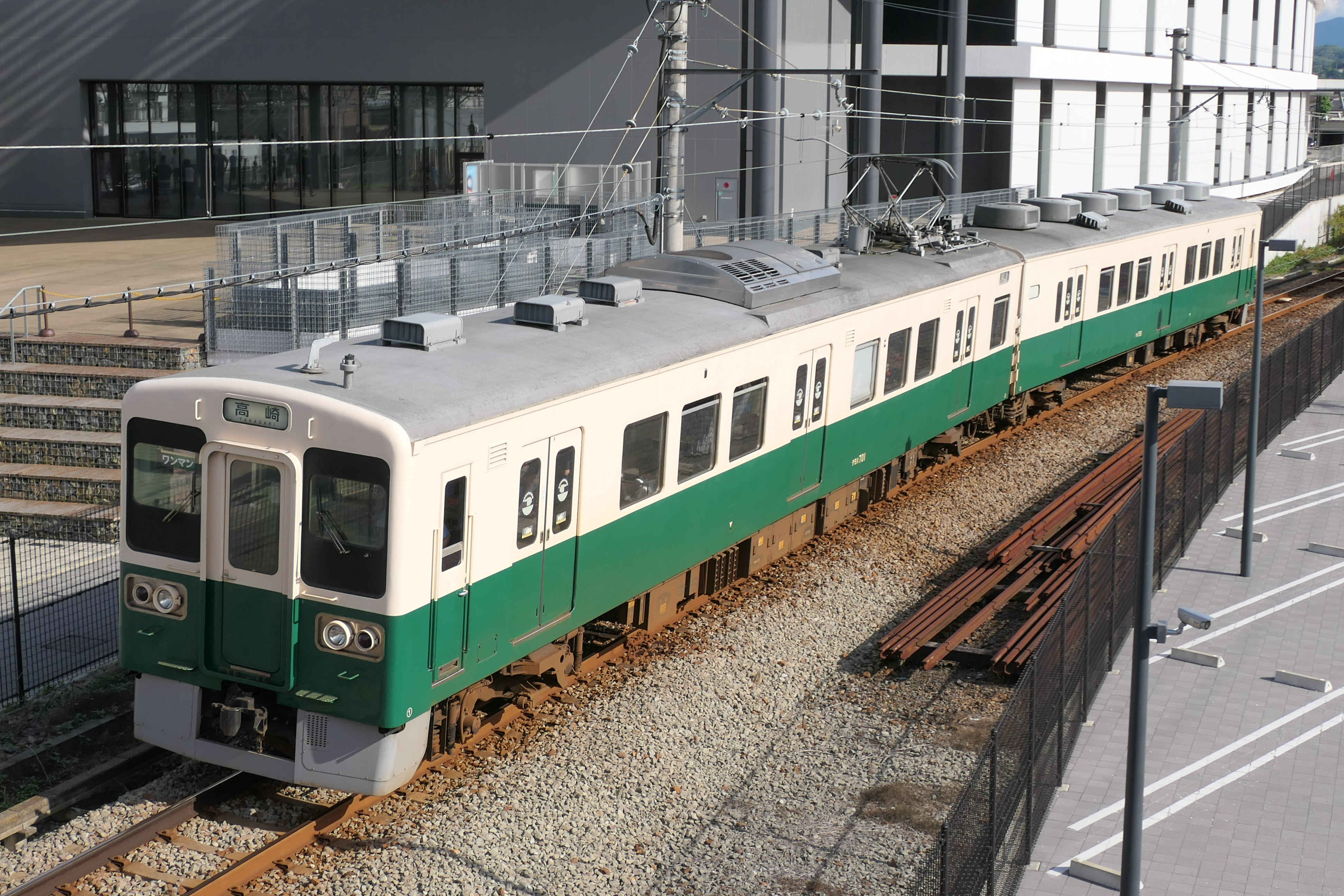
701編成（元R7編成）
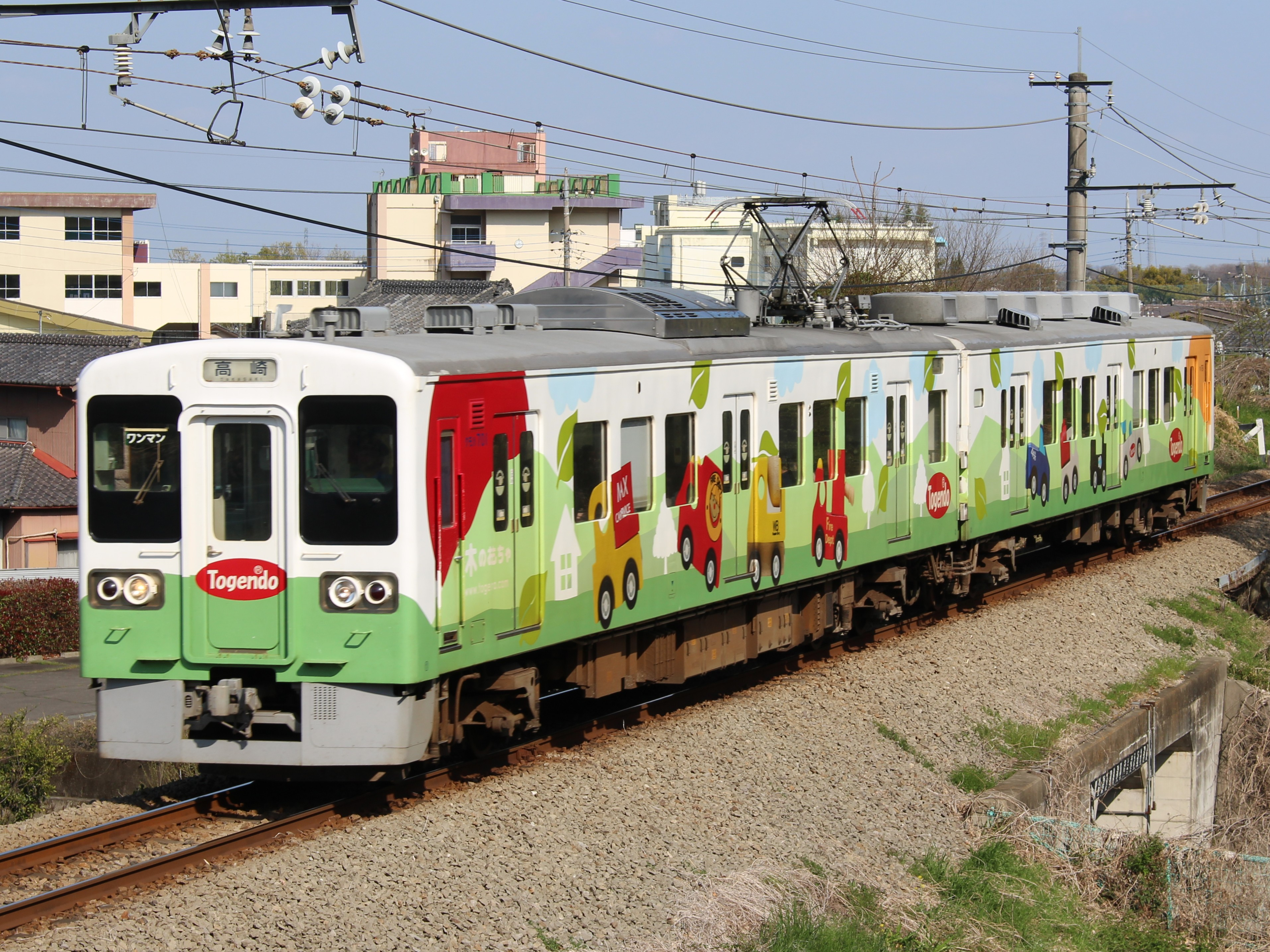
701編成（桃源堂ラッピング）
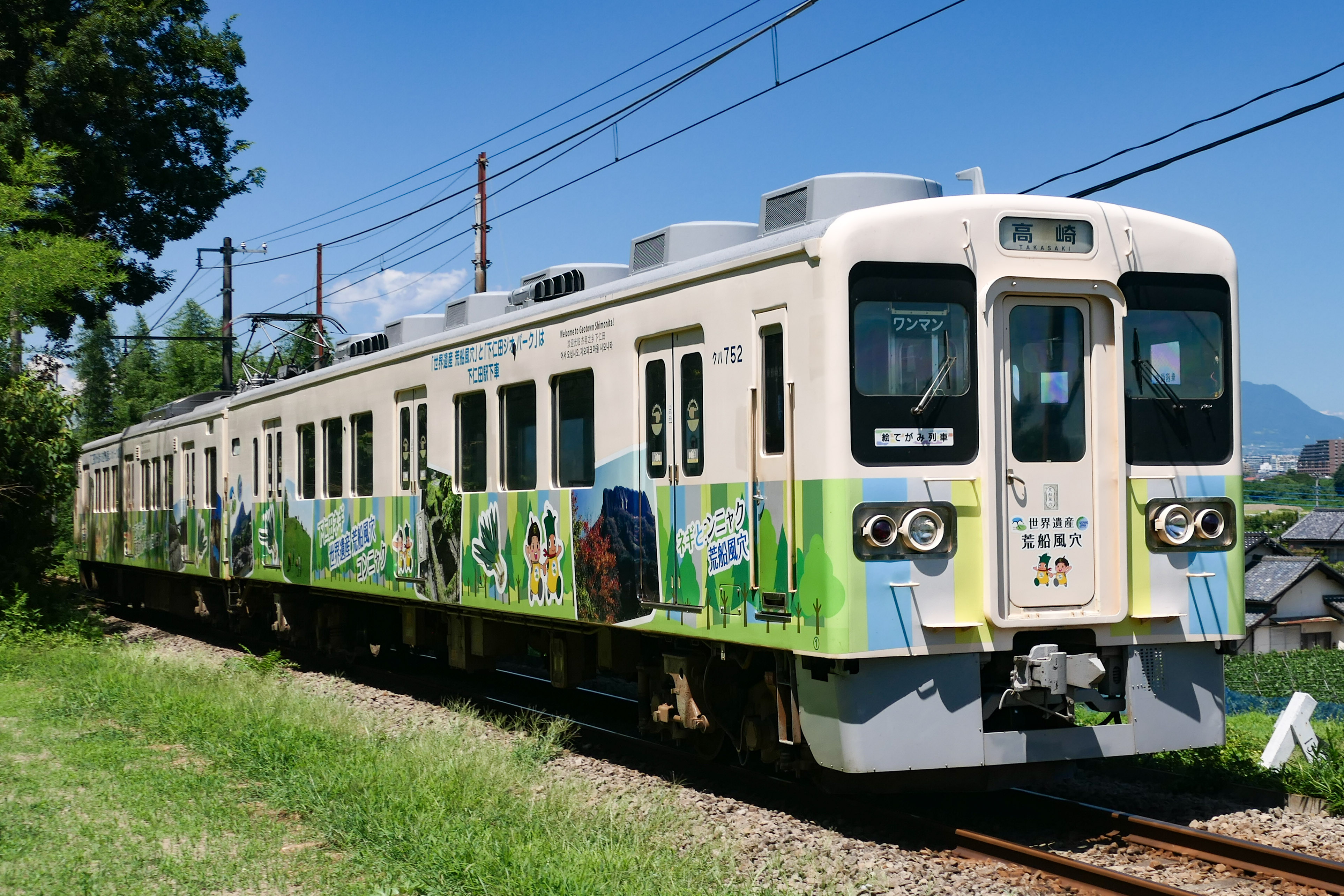
702編成（元R13編成） 下仁田ジオパーク広告車
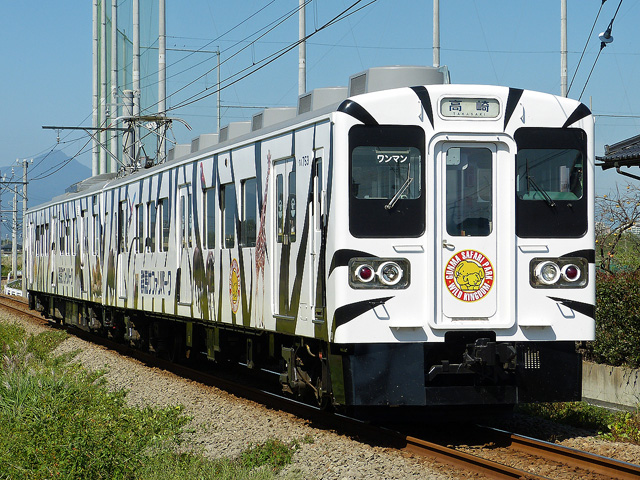
703編成（元R15編成） 群馬サファリパーク広告車
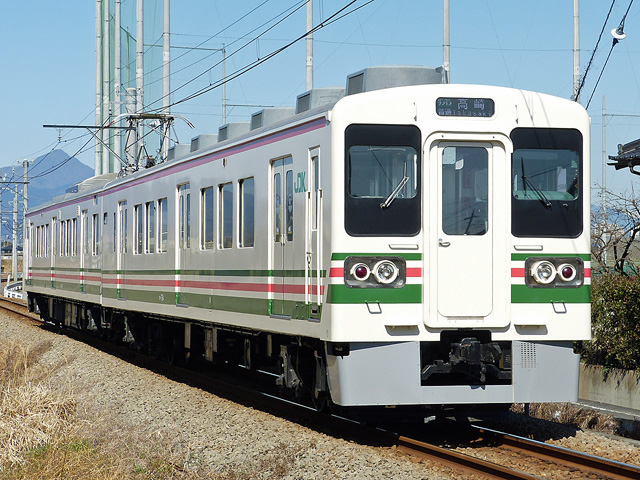
704編成（元R16編成）
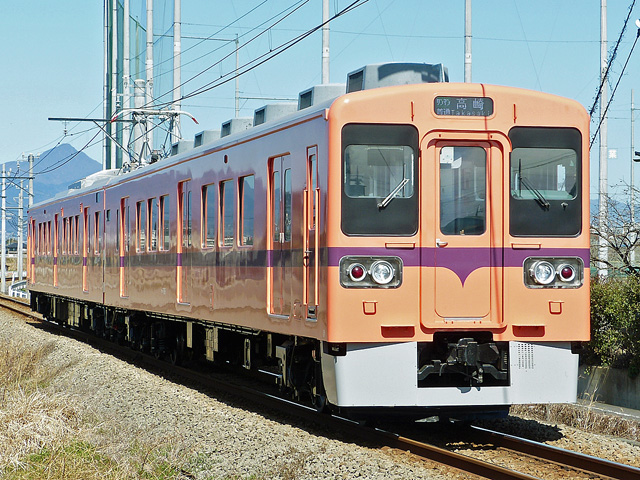
705編成（元R14編成）
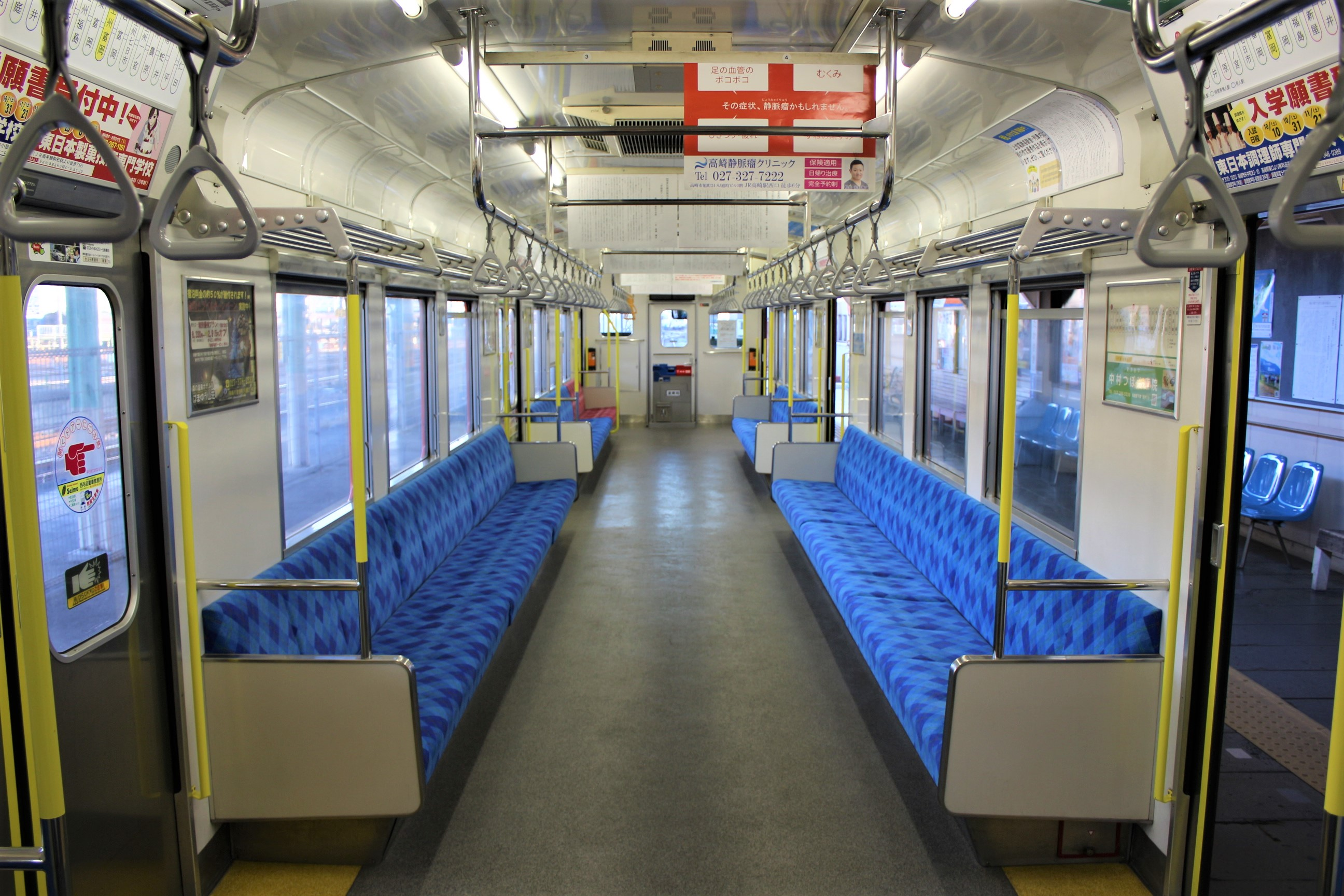
車内
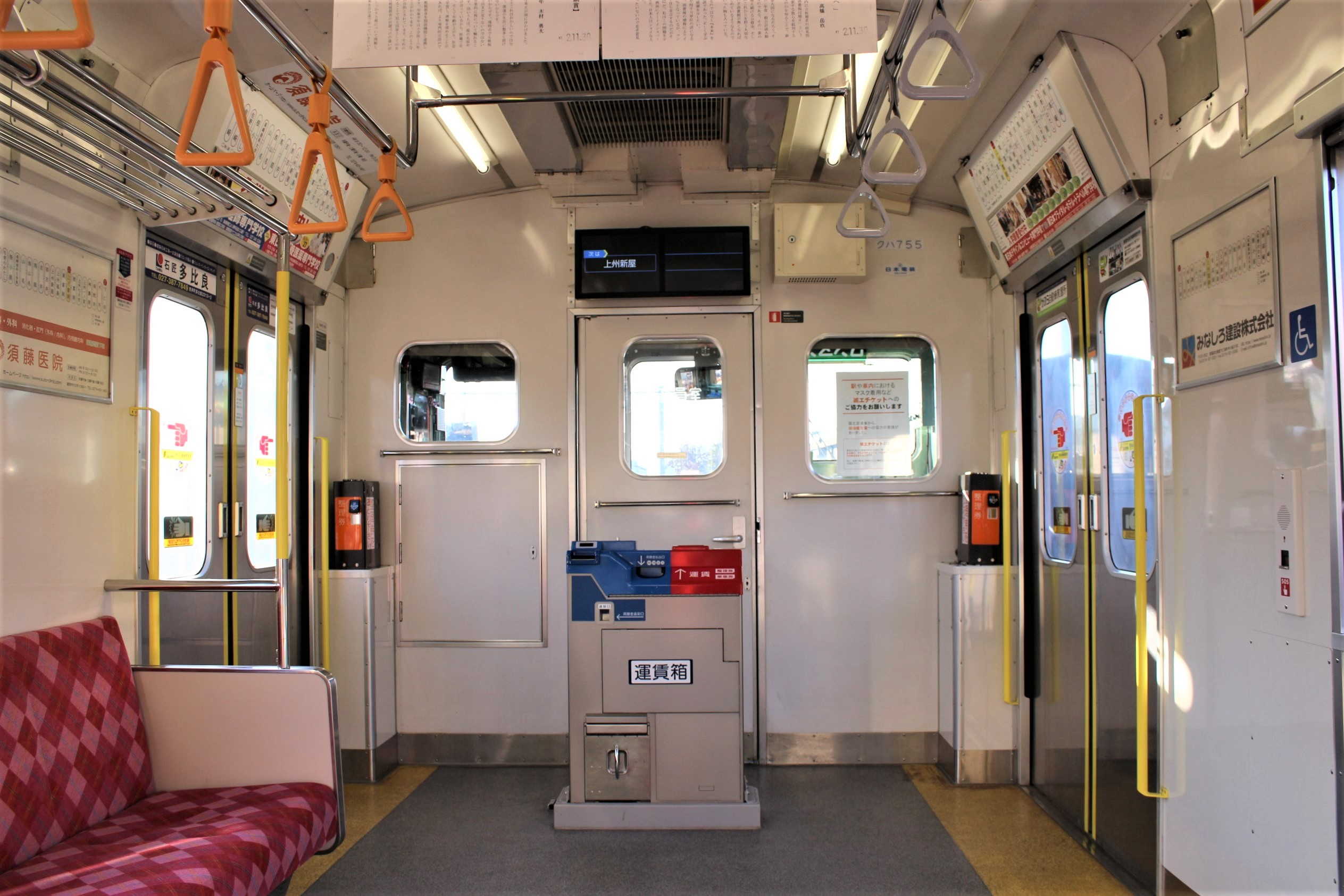
LCD車内案内表示器・乗車整理券発行機・運賃箱が設置された車内
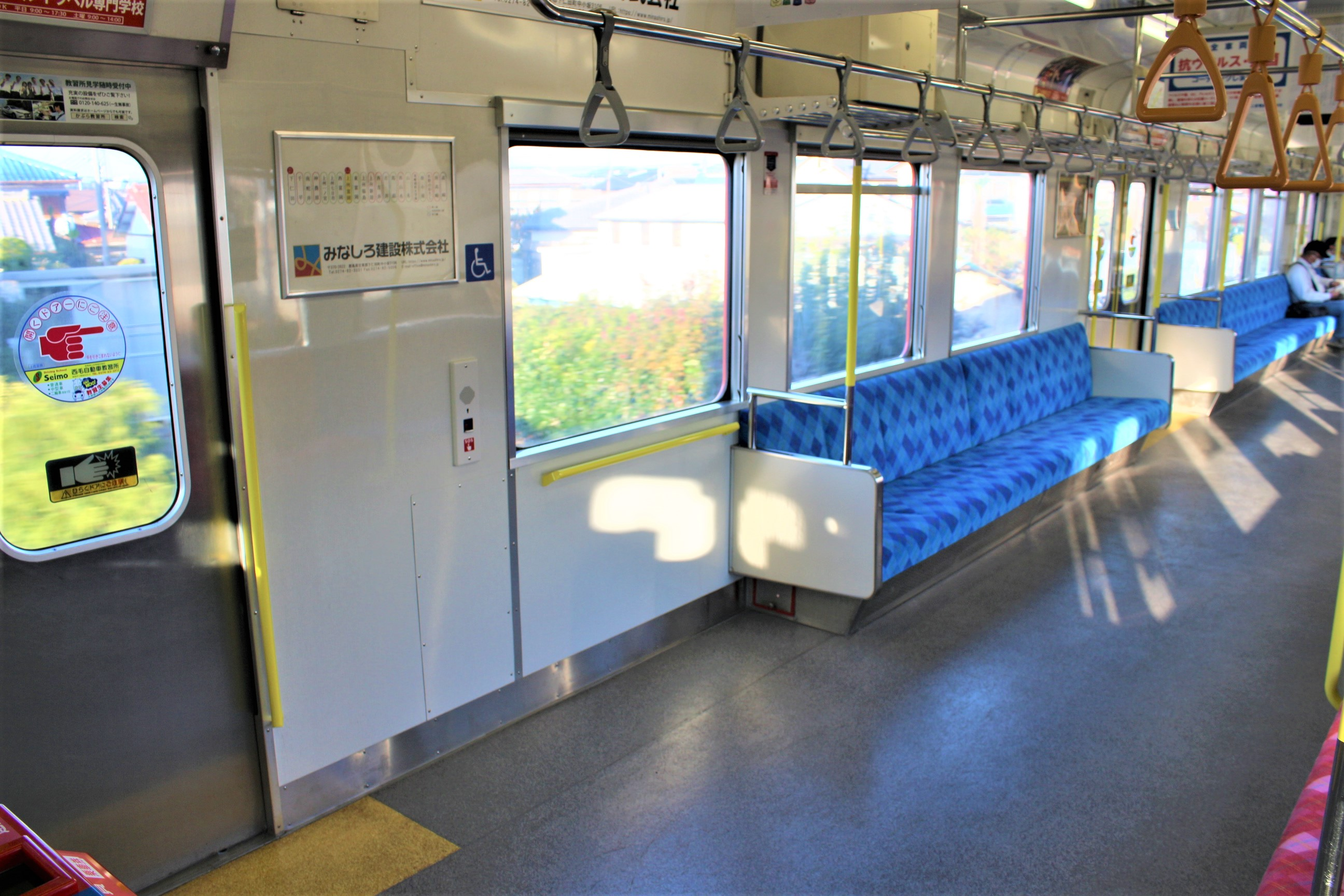
バリアフリーに対応したスペース

| 編成    | 車番 ←下仁田 高崎→ | 運用開始日                    | JR時代の編成番号 | 塗装                                                                                  | 備考                                                                |
| ------- | ------------------ | ----------------------------- | ---------------- | ------------------------------------------------------------------------------------- | ------------------------------------------------------------------- |
| 第1編成 | クハ751+クモハ701  | 2019/03/10                    | R7               | 竣工時はアイボリーと緑のツートン塗装 2022年夏に1000形に準じた桃源堂のラッピングに変更 | 屋根上の信号炎管存置 床下及び台車周りをグレー化                     |
| 第2編成 | クハ752+クモハ702  | 2019/03/28                    | R13              | 下仁田ジオパークラッピング車 アイボリー塗装                                           | 床下及び台車周りをグレー化                                          |
| 第3編成 | クハ753+クモハ703  | 2019/09/11                    | R15              | 群馬サファリパークラッピング車 ホワイトタイガーを模した塗装で、前面スカートも黒色     | ベンチレーターを撤去 床下及び台車周りをグレー化                     |
| 第4編成 | クハ754+クモハ704  | 2019/12/15（臨時） 2019/12/16 | R16              | JR107系リバイバルカラー                                                               | ベンチレーターを撤去 方向幕フルカラーLED 床下及び台車周りをグレー化 |
| 第5編成 | クハ755+クモハ705  | 2020/02/29                    | R14              | コーラルレッド地・濃紺帯（200形などでみられた旧上信標準色）                           | ベンチレーターを撤去 方向幕フルカラーLED 床下及び台車周りをグレー化 |